# هلجنة هدروجينية
الهلجنة الهيدروجينية (Hydrohalogenation) هي إضافة محبة للإلكترونات للأحماض مثل كلوريد الهيدروجين أو بروميد الهيدروجين إلى الألكينات للحصول على الهالو ألكان المقابل.
CH3-CH=CH2 + HBr → CH3-CHBr-CH3

وفي حال كون عدد ذرات الهيدروجين على كل من ذرتي الكربون في الرابطة الثنائية مختلف، مثل —CH3=CH2، فإن الهالوجين يفضل أن يتواجد مع ذرة الكربون المرتبطة بذرات هيدروجين أقل، وهو ما يعرف بقاعدة ماركونيكوف.

## اقرأ أيضاً
- هلجنة
- قاعدة ماركونيكوف